# Demokrati - Heller ikke for børn
|  | Denne artikel er oprettet af botten PalnaBot ud fra en ekstern database. Den kan derfor have sproglige fejl eller mangler. Denne skabelon kan fjernes efter kontrol af indholdet. |

Demokrati - Heller ikke for børn er en dokumentarfilm instrueret af Henrik Sørensen efter manuskript af Carsten Milbo, Mette Larsen.

## Handling
Nemlig! Der er ikke demokrati for nogen, og da slet ikke for børn - de kan jo ikke tale for sig selv. Filmen viser hvordan man som skoleelev selv kan arbejde på at forbedre vort lands dårlige skolesystem. OBS! Filmen er indoktrinerende. Der vises bl.a. klip med Marx og overlærer Willumsen.